# هاندا (آيتشي)
هاندا مدينة تقع ضمن محافظة آيتشي في اليابان، تأسست في 10/1/1937، بلغ عدد تعداد سكانها في 1 يناير – 2008 حوالي 117927 مساحتها الإجمالية حوالي 47.24 كم٢ لتصبح كثافة سكانها 2496 نسمة لكل كيلو متر مربع.

## توأمة
لهاندا (آيتشي) اتفاقيات توأمة مع كل من:
- شوزهو (27 مايو 1993 - )[8]
- ميناء ماكواري (14 أبريل 1990 - )[9]
- ميدلاند (5 يونيو 1981 - )[10]

## معرض صور

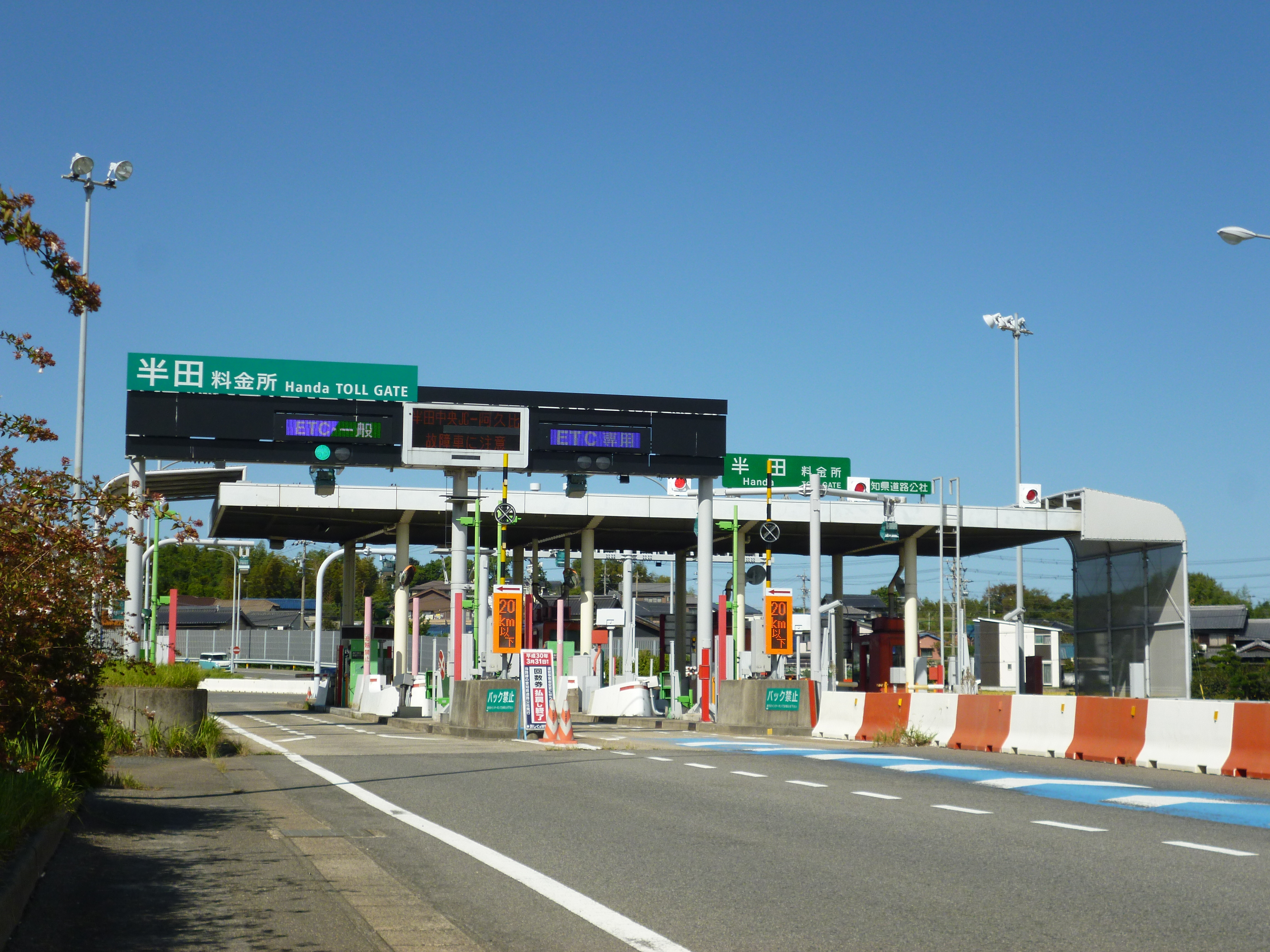
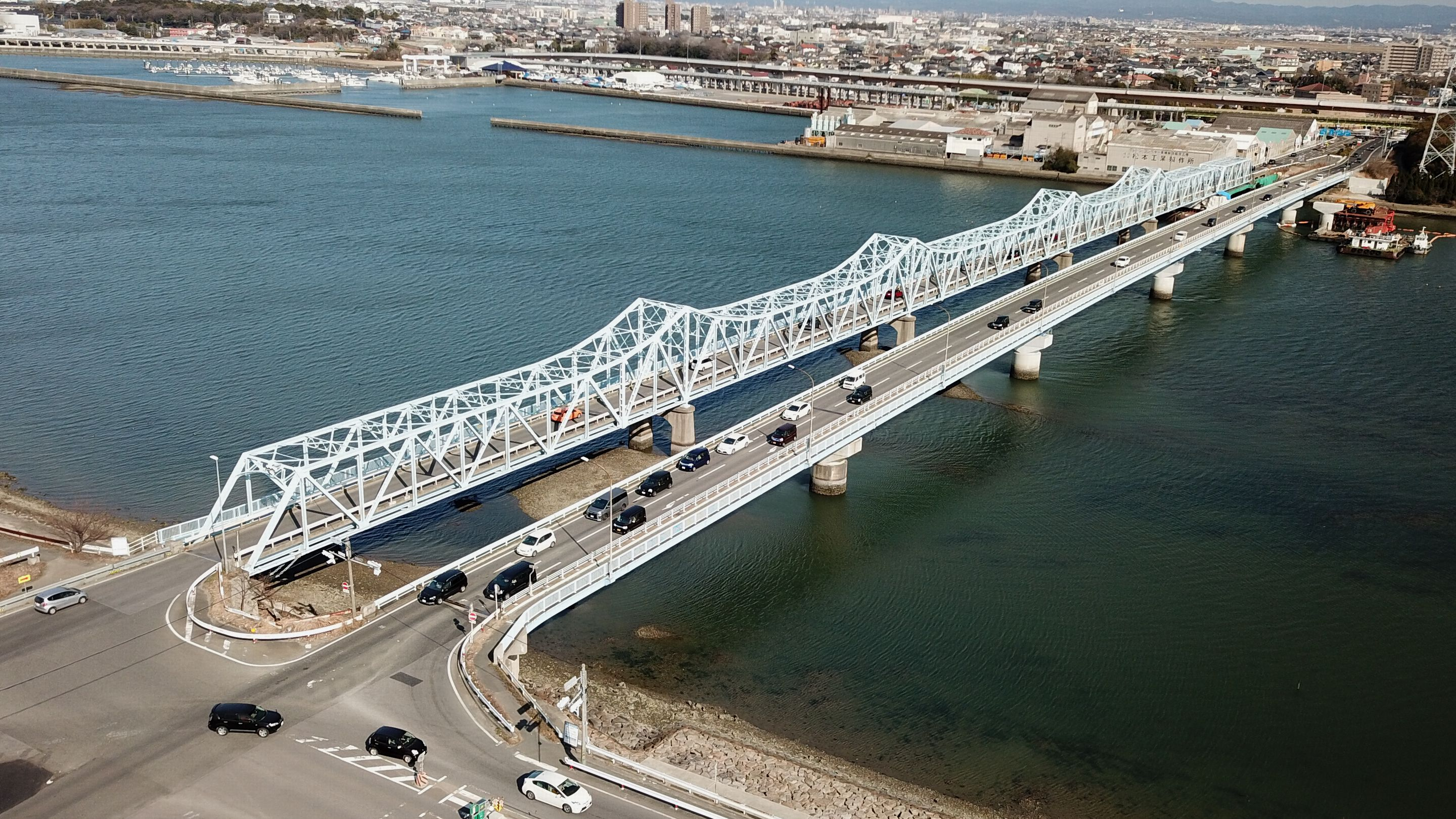
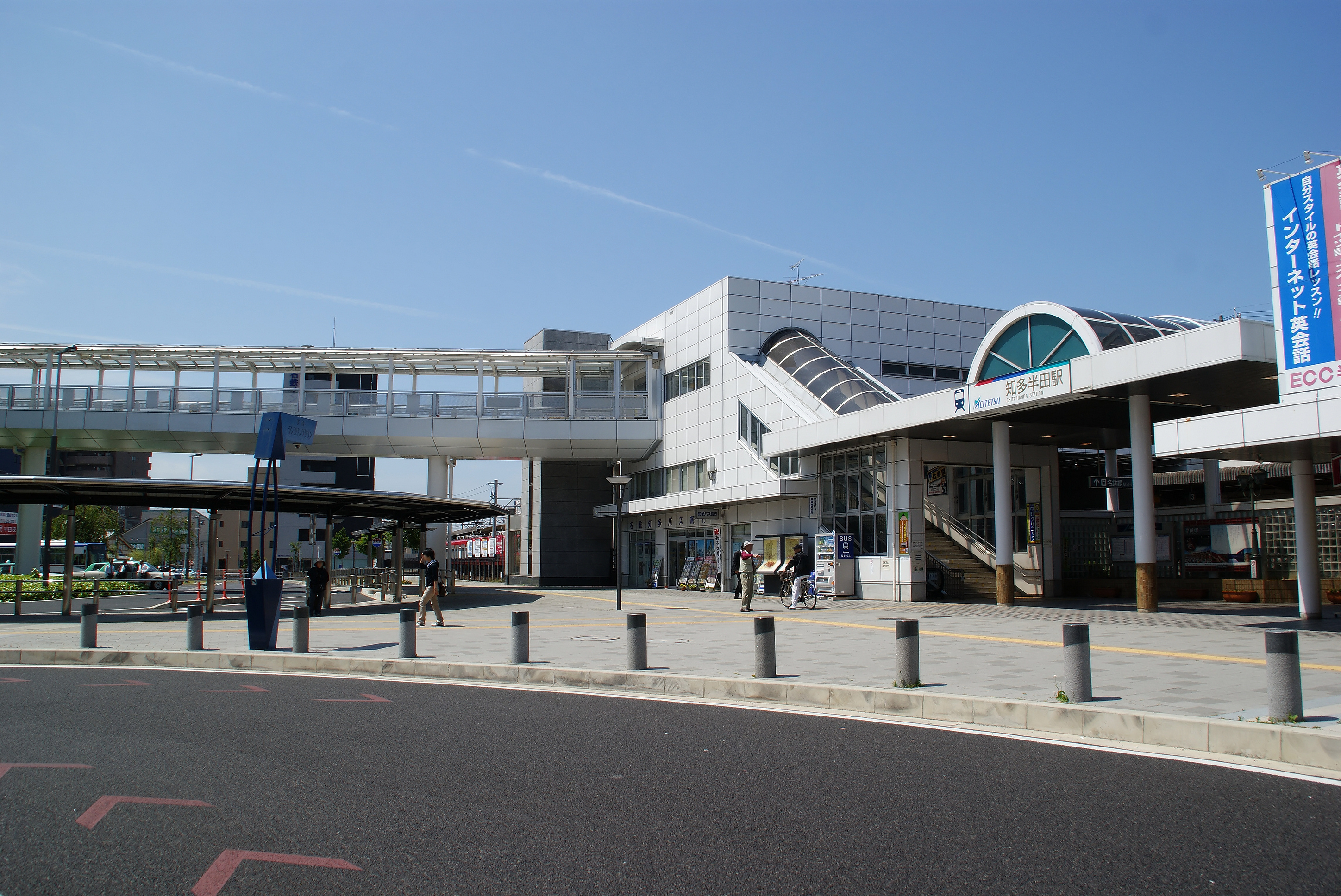
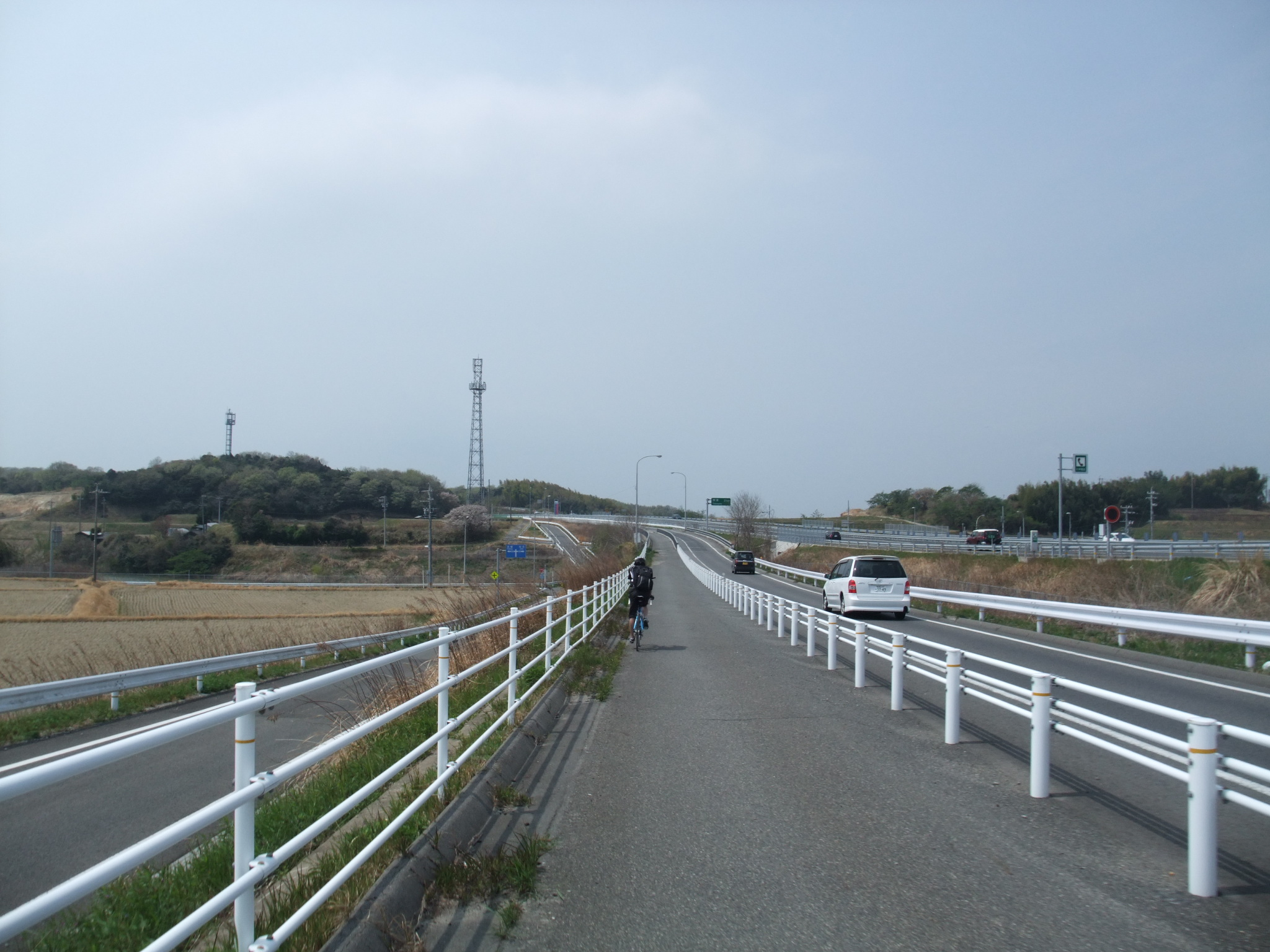

## أعلام
- نوبوهيرو ياماشيتا
- كيكو لي